# Cephalophus dorsalis
Cephalophus dorsalis або Чорноспинний дуїкер, також відомий як чорносмугий дуїкер або гнідий дуїкер — вид парнокопитних ссавців родини Бикові (Bovidae). Це невелика антилопа, що живе в Західній та Центральній Африці. Вперше був відкритий британським зоологом Джоном Едвардом Греєм в 1846 році. Має два підвиди.

## Таксономія
|  | Танзанійський дуїкер |
|  |                      |
|  | Жовтоспинний дуїкер  |
|  |                      |

|  | Дуїкер Джентінка    |
|  |                     |
|  | Чорноспинний дуїкер |
|  |                     |

|  | Танзанійський дуїкер |
|  |                      |
|  | Жовтоспинний дуїкер  |
|  |                      |

|  | Дуїкер Джентінка    |
|  |                     |
|  | Чорноспинний дуїкер |
|  |                     |

|  | Танзанійський дуїкер |
|  |                      |
|  | Жовтоспинний дуїкер  |
|  |                      |

|  | Дуїкер Джентінка    |
|  |                     |
|  | Чорноспинний дуїкер |
|  |                     |

|  | Танзанійський дуїкер |
|  |                      |
|  | Жовтоспинний дуїкер  |
|  |                      |

|  | Дуїкер Джентінка    |
|  |                     |
|  | Чорноспинний дуїкер |
|  |                     |

|  | Танзанійський дуїкер |
|  |                      |
|  | Жовтоспинний дуїкер  |
|  |                      |

|  | Дуїкер Джентінка    |
|  |                     |
|  | Чорноспинний дуїкер |
|  |                     |

|  | Танзанійський дуїкер |
|  |                      |
|  | Жовтоспинний дуїкер  |
|  |                      |

|  | Дуїкер Джентінка    |
|  |                     |
|  | Чорноспинний дуїкер |
|  |                     |

|  | Танзанійський дуїкер |
|  |                      |
|  | Жовтоспинний дуїкер  |
|  |                      |

|  | Дуїкер Джентінка    |
|  |                     |
|  | Чорноспинний дуїкер |
|  |                     |

|  | Танзанійський дуїкер |
|  |                      |
|  | Жовтоспинний дуїкер  |
|  |                      |

|  | Дуїкер Джентінка    |
|  |                     |
|  | Чорноспинний дуїкер |
|  |                     |

|  | Танзанійський дуїкер |
|  |                      |
|  | Жовтоспинний дуїкер  |
|  |                      |

|  | Дуїкер Джентінка    |
|  |                     |
|  | Чорноспинний дуїкер |
|  |                     |

|  | Танзанійський дуїкер |
|  |                      |
|  | Жовтоспинний дуїкер  |
|  |                      |

|  | Дуїкер Джентінка    |
|  |                     |
|  | Чорноспинний дуїкер |
|  |                     |

|  | Танзанійський дуїкер |
|  |                      |
|  | Жовтоспинний дуїкер  |
|  |                      |

|  | Дуїкер Джентінка    |
|  |                     |
|  | Чорноспинний дуїкер |
|  |                     |

|  | Танзанійський дуїкер |
|  |                      |
|  | Жовтоспинний дуїкер  |
|  |                      |

|  | Дуїкер Джентінка    |
|  |                     |
|  | Чорноспинний дуїкер |
|  |                     |

|  | Танзанійський дуїкер |
|  |                      |
|  | Жовтоспинний дуїкер  |
|  |                      |

|  | Дуїкер Джентінка    |
|  |                     |
|  | Чорноспинний дуїкер |
|  |                     |

|  | Танзанійський дуїкер |
|  |                      |
|  | Жовтоспинний дуїкер  |
|  |                      |

|  | Дуїкер Джентінка    |
|  |                     |
|  | Чорноспинний дуїкер |
|  |                     |

|  | Танзанійський дуїкер |
|  |                      |
|  | Жовтоспинний дуїкер  |
|  |                      |

|  | Дуїкер Джентінка    |
|  |                     |
|  | Чорноспинний дуїкер |
|  |                     |

|  | Танзанійський дуїкер |
|  |                      |
|  | Жовтоспинний дуїкер  |
|  |                      |

|  | Дуїкер Джентінка    |
|  |                     |
|  | Чорноспинний дуїкер |
|  |                     |

|  | Танзанійський дуїкер |
|  |                      |
|  | Жовтоспинний дуїкер  |
|  |                      |

|  | Дуїкер Джентінка    |
|  |                     |
|  | Чорноспинний дуїкер |
|  |                     |

|  | Танзанійський дуїкер |
|  |                      |
|  | Жовтоспинний дуїкер  |
|  |                      |

|  | Дуїкер Джентінка    |
|  |                     |
|  | Чорноспинний дуїкер |
|  |                     |

|  | Танзанійський дуїкер |
|  |                      |
|  | Жовтоспинний дуїкер  |
|  |                      |

|  | Дуїкер Джентінка    |
|  |                     |
|  | Чорноспинний дуїкер |
|  |                     |

|  | Танзанійський дуїкер |
|  |                      |
|  | Жовтоспинний дуїкер  |
|  |                      |

|  | Дуїкер Джентінка    |
|  |                     |
|  | Чорноспинний дуїкер |
|  |                     |

|  | Танзанійський дуїкер |
|  |                      |
|  | Жовтоспинний дуїкер  |
|  |                      |

|  | Дуїкер Джентінка    |
|  |                     |
|  | Чорноспинний дуїкер |
|  |                     |

|  | Танзанійський дуїкер |
|  |                      |
|  | Жовтоспинний дуїкер  |
|  |                      |

|  | Дуїкер Джентінка    |
|  |                     |
|  | Чорноспинний дуїкер |
|  |                     |

|  | Танзанійський дуїкер |
|  |                      |
|  | Жовтоспинний дуїкер  |
|  |                      |

|  | Дуїкер Джентінка    |
|  |                     |
|  | Чорноспинний дуїкер |
|  |                     |

|  | Танзанійський дуїкер |
|  |                      |
|  | Жовтоспинний дуїкер  |
|  |                      |

|  | Дуїкер Джентінка    |
|  |                     |
|  | Чорноспинний дуїкер |
|  |                     |

|  | Танзанійський дуїкер |
|  |                      |
|  | Жовтоспинний дуїкер  |
|  |                      |

|  | Дуїкер Джентінка    |
|  |                     |
|  | Чорноспинний дуїкер |
|  |                     |

|  | Танзанійський дуїкер |
|  |                      |
|  | Жовтоспинний дуїкер  |
|  |                      |

|  | Дуїкер Джентінка    |
|  |                     |
|  | Чорноспинний дуїкер |
|  |                     |

|  | Танзанійський дуїкер |
|  |                      |
|  | Жовтоспинний дуїкер  |
|  |                      |

|  | Дуїкер Джентінка    |
|  |                     |
|  | Чорноспинний дуїкер |
|  |                     |

|  | Танзанійський дуїкер |
|  |                      |
|  | Жовтоспинний дуїкер  |
|  |                      |

|  | Дуїкер Джентінка    |
|  |                     |
|  | Чорноспинний дуїкер |
|  |                     |

|  | Танзанійський дуїкер |
|  |                      |
|  | Жовтоспинний дуїкер  |
|  |                      |

|  | Дуїкер Джентінка    |
|  |                     |
|  | Чорноспинний дуїкер |
|  |                     |

|  | Танзанійський дуїкер |
|  |                      |
|  | Жовтоспинний дуїкер  |
|  |                      |

|  | Дуїкер Джентінка    |
|  |                     |
|  | Чорноспинний дуїкер |
|  |                     |

|  | Танзанійський дуїкер |
|  |                      |
|  | Жовтоспинний дуїкер  |
|  |                      |

|  | Дуїкер Джентінка    |
|  |                     |
|  | Чорноспинний дуїкер |
|  |                     |

|  | Танзанійський дуїкер |
|  |                      |
|  | Жовтоспинний дуїкер  |
|  |                      |

|  | Дуїкер Джентінка    |
|  |                     |
|  | Чорноспинний дуїкер |
|  |                     |

Філогенетичне дослідження 2001 року розділило Cephalophinae на три окремі гілки — гігантські дуїкери, східноафриканські червоні дуїкери і західноафриканські червоні дуїкери. Чорноспинний дуїкер був віднесений до гілки гігантських дуїкерів, разом з жовтоспинним дуїкером (C. silvicultor), Танзанійським дуїкером (C. spadix) і дуїкером Джентінка (C. jentinki). В 2012 році на основі мітоходріального аналізу була створена кладограма підродини Cephalophinae (дуїкер). Вона показала, що всередині групи "гігантських дуїкерів", чорноспинний дуїкер формує кладу разом з дуїкером Джентінка, а зебровий дуїкер є до цієї клади сестринським видом. Аналогічно, Танзанійський і жовтоспинний дуїкери формують кладу, сестринську до Sylvicapra. Найімовірніше, чорноспинний дуїкер і дуїкер Джентінка розійшлися в плейстоцені, менш ніж 2,5 млн років тому.
Дослідження 2003 року виділило 2 підвиди чорноспинного дуїкера:
- C. d. dorsalis (Gray, 1846): західний чорноспинний дуїкер, поширений в Західній Африці
- C. d. castaneus {Thomas, 1892): східний чорноспинний дуїкер, поширений в Центральній Африці

## Опис

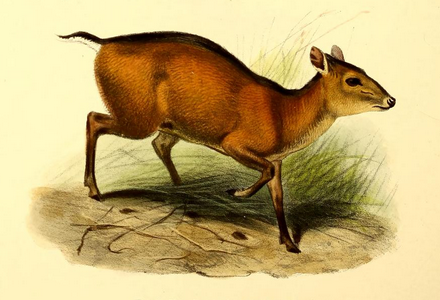
Зображення чорноспинного дуїкера в The Book of Antelopes (1894) автора Філіпа Склейтера

Чорноспинний дуїкер середнього розміру; довжина тіла (разом з головою) від 76 до 103 см. Виду не притаманний статевий диморфізм; і самець, і самка мають висоту в плечах від 44 до 49 см, і вагу від 18 до 23 кг. Отже, статевий диморфізм у цього виду не такий чудовий, як у інших бовідів , хоча самки часто більші за самців. Хвіст має зверху чорну смужку, загалом білий; довжиною від 9 до 11 см. У східного підвиду хвіст закінчується білою китицею. І самці, і самки мають роги, довжиною від 5 до 8 см. Роуленд Уорд, відомий британський таксидерміст зафіксував максимальну довжину рогів у 12,5 см в чорноспинного дуїкера, впольованого в Йокадумі (Камерун). Роги самок, як правило, вужчі.
Обидві статі яскравого рудувато-коричневого кольору шерсті. Ноги темніші, від потилиці до хвоста проходить суцільна смуга чорного кольору. Як правило, у самок вона вужча. У чорноспинних дуїкерів великі очі, над очима та навколо ніздрів помітні вібриси. Плями білої шерсті на морді різко контрастують із темно-рудим обличчям, яке відокремлене від решти голови двома світло-коричневими смугами. Голова має мініатюрний гребінь (пучок волосся) темно-коричневого кольору. Східний чорноспинний дуїкер більший і важчий, ніж західний підвид, має більші вуха і темніше забарвлення, ширшу і світлішу спинну смугу.
Чорноспинний дуїкер схожа на кілька інших дуйкерів, особливо на червоного дуїкера. Хоча дуїкер Огілбі забарвленням та розмірами нагадує чорноспинного дуїкера, його живіт блідіший, а спинна смуга починається від плечей а не від потилиці. Крім того, силует і роги цих видів значно різняться. Чорноспинний дуїкер як і дуїкер Огілбі, надзвичайно схожий на чорного дуїкера, за винятком кольору шерсті. Спинна смуга дуїкера Петерса також починається на плечах, але розширюється, щоб охопити весь круп, як і тьмяна смуга білочеревого дуїкера. Чорноспинного дуїкера можна легко відрізнити від чорнолобого дуїкера та дуїкера Вейнса, у яких відсутні смуги.

## Екологія і поведінка

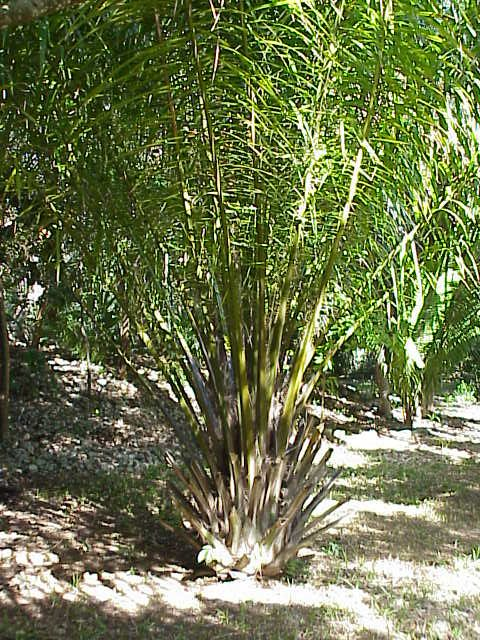
Олійна пальма, плодами якої харчується чорноспинний дуїкер

Чорноспинний дуїкер веде нічний спосіб життя і про його поведінку мало відомо. Вдень антилопа відпочиває в заростях. Зазвичай поодинокий, але спостерігався і парами. Цей вид дуїкерів надзвичайно пильний; він сильно залежить від нюху у виявленні небезпеки. Як і інші дуїкери, чорноспинний дуїкер використовує виділення передочної залози для мічення території. Леопард - основна загроза для антилопи. Орли, бонобо і мандрили  може також полювати на чорноспинного дуїкера.

### Дієта
Чорноспинний дуїкер віддає перевагу фруктам. Харчується великими фруктами рослин з роду Irvingia, плодами Ricinodendron heudelotii та олійної пальми, горіхами кола. Повідомлялося про дуїкерів, які полювали на птахів, їли яйці, падло, термітів, жуків та мурах. Дуїкери. утримувані в неволі, їли в якості доповнення собачий корм.

### Розмноження
Самки можуть завагітніти у віці вісімнадцяти місяців. Розмноження відбувається протягом року, Дослідження в Габоні зафіксувало піки народження до або під час періоду максимальної кількості плодів. У Центральній Африці пік народжуваності в січні та лютому. Еструс триває всього вісімнадцять годин. Самець під час гону постійно переслідує самку. Самець фуркає і висуває передню ногу; самка може дозволити самцю спаруватися, змістивши хвіст убік.
Вагітність триває близько 240 днів; народжується, як правило, одне дитинча, темного кольору і вагою 1600-1690 г. Шерсть поступово світлішає, набуваючи дорослого кольору за 5-6 місяців. Протягом перших тижнів після народження маля ховається у густій рослинності. Воно може почати споживати тверду їжу протягом декількох тижнів, за три з половиною місяці відлучається від молока. Тривалість життя чорноспинних дуїкерів в середньому становить від 17 до 18 років.

## Середовище проживання і поширення
Чорноспинний дуїкер віддає перевагу давнім, первинним лісам. Індивідуальна ділянка самок становить близько 0,2 - 0,4 км2, у самців удвічі більша. Цей дуйкер раніше траплявся в низинах, в теплих і вологих дощових лісах Гвінеї. В наш час дуїкера можна зустріти в острівцях вологого лісу в саванах Гвінеї та північно-східного Судану. Чорноспинний дуїкер є рідкісним видом для таких країн Західної і Центральної Африки, як Ангола, Камерун, Центральноафриканська Республіка, Демократична Республіка Конго, Кот-д'Івуар, Екваторіальна Гвінея, Габон, Гана, Гвінея, Гвінея-Бісау, Ліберія, Нігерія, Сьєрра-Леоне та Того. На жаль. скоріше за все він вимер в Уганді.

## Загрози і збереження

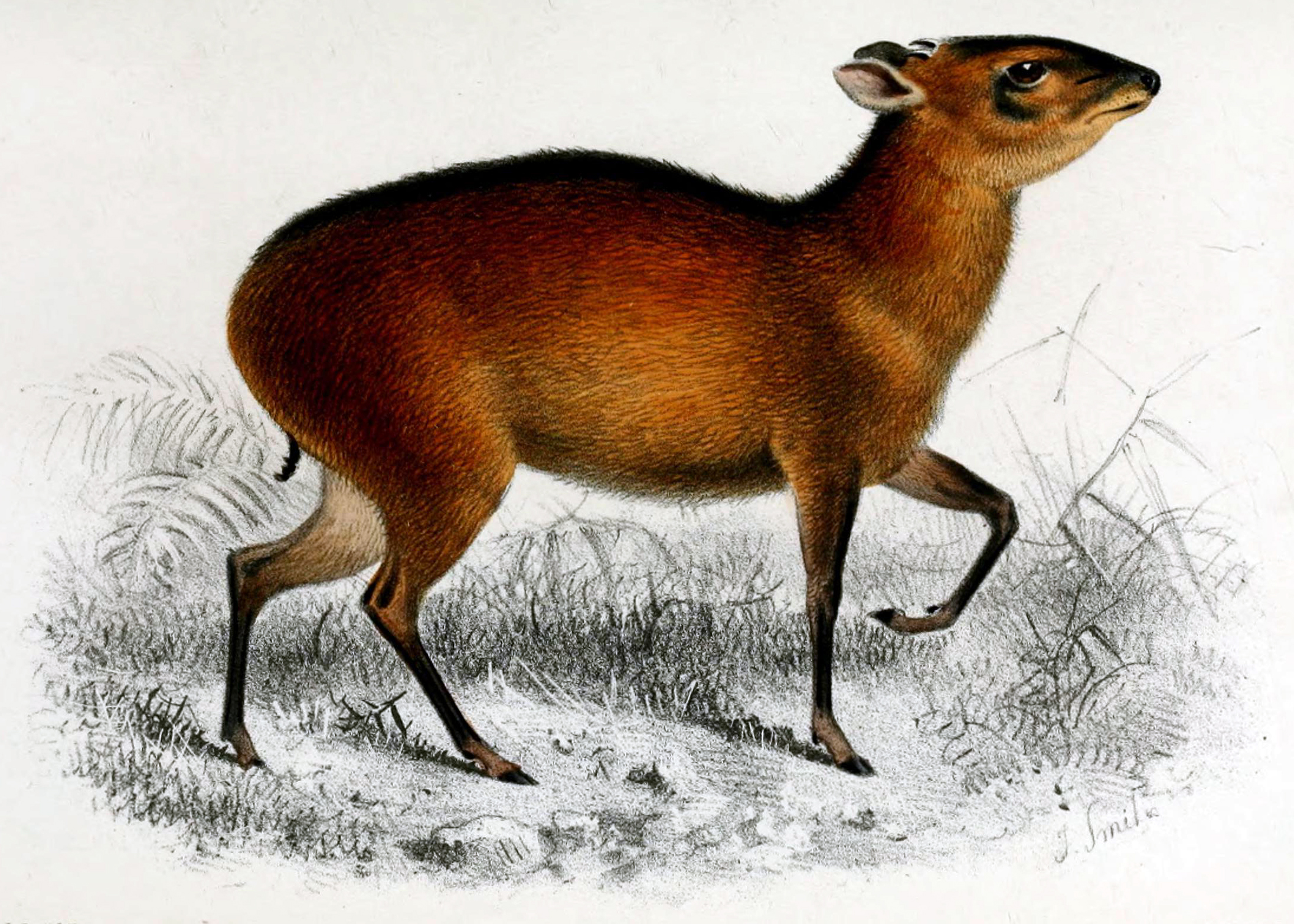
Ілюстрація Йозефа Сміта (1869 р.)

На чорноспинного дуїкера традиційно полюють мисливці за бушмітом. Дослідження 2007 року, що мало на меті з'ясувати причини скорочення чисельності виду в заповіднику Іпаса-Макоку в Габоні показало, що основною причиною зменшення популяції є надмірне полювання. Також негативними чинниками є сільськогосподарська діяльність людей і знищення традиційних середовищ існування дуїкера—незайманих лісів.
Незважаючи на вирубання лісів і полювання, чорноспинний дуїкер все ще є одним із найчисельніших видів дуїкерів. В 1999 році загальну популяцію оцінили в 725 000 голів. Найчисельніша популяція мешкає в національному парку Таї.